# Il Passatore
Il Passatore, pseudonimo di Stefano Pelloni (Boncellino di Bagnacavallo, 4 agosto 1824 – Russi, 23 marzo 1851), è stato un brigante italiano, attivo nella Romagna di metà Ottocento. 
Fu ucciso nel marzo 1851, nei pressi di Russi, dal sussidiario della Gendarmeria pontificia Apollinare Fantini. Il soprannome gli venne dal mestiere di traghettatore (o "passatore") sul fiume Lamone esercitato dal padre Girolamo; viene chiamato anche Malandri, dal cognome della donna che sposò un suo bisavolo.

## Biografia

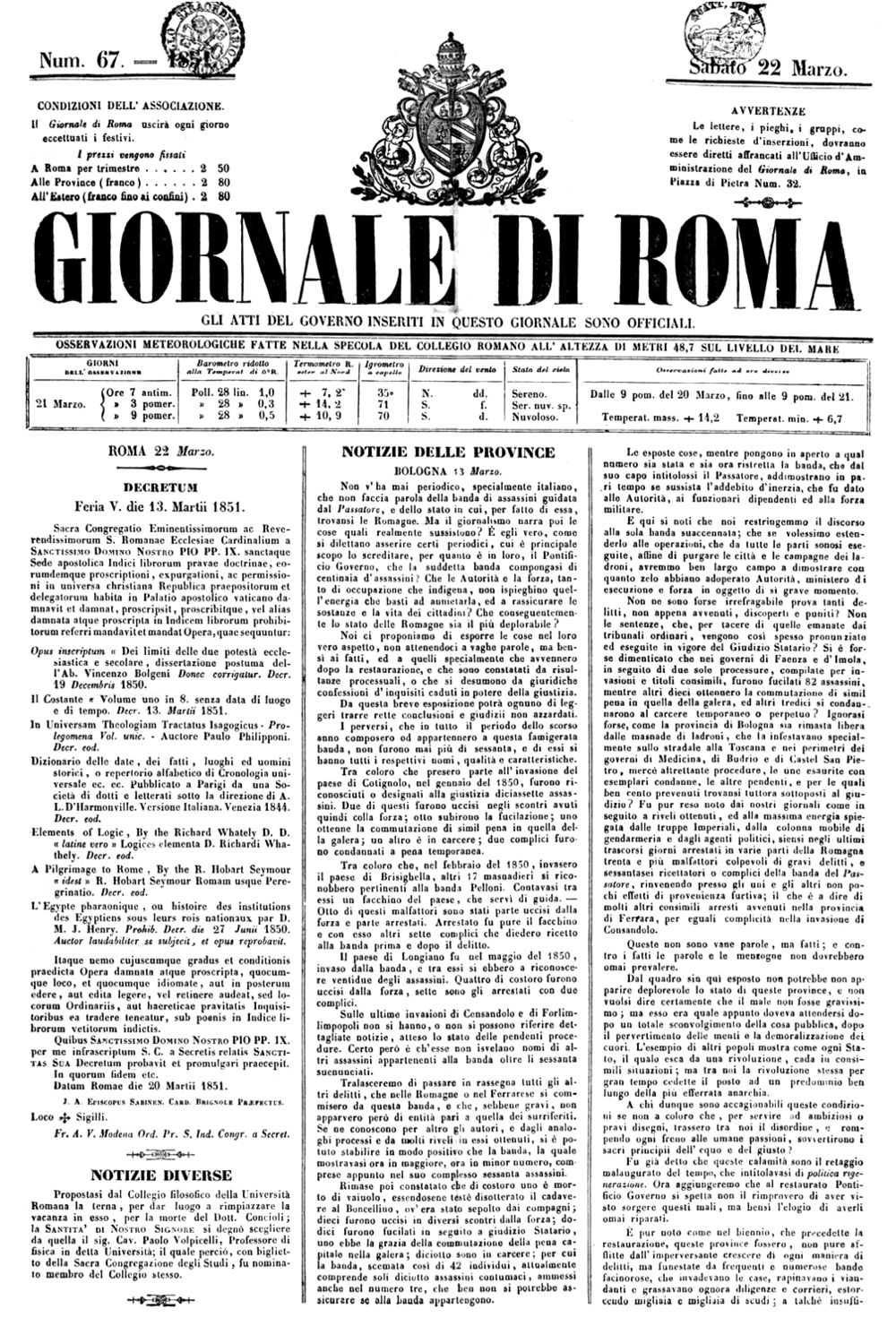
Pagina del «Giornale di Roma» del 22 marzo 1851 che riporta la cronaca delle azioni di Stefano Pelloni e dei paesi da costui depredati

Stefano Pelloni nacque nel 1824 a Boncellino di Bagnacavallo, paese nella Bassa Romagna, a una decina di chilometri da Ravenna. Frequentò in gioventù una scuola privata, che tuttavia abbandonò alla terza elementare, dopo alcune bocciature.
Evaso durante un trasferimento ad Ancona, dove avrebbe dovuto scontare una condanna a quattro anni di lavori forzati nella risistemazione della nuova darsena per il furto di due fucili da caccia, più altri tre anni di detenzione per la fuga dal carcere di Bagnacavallo, e datosi alla macchia, entrò a far parte di un gruppo assai variabile come consistenza e zone d'azione (come uso tra i briganti dell'epoca), del quale egli non divenne il vero capo, ma un'importantissima figura di riferimento.
Il gruppo divenne in breve una banda sempre più numerosa, audace, agguerrita e capace di efferatissime violenze, che operò per tre anni nelle Legazioni Pontificie, tenendo in scacco la gendarmeria grazie a una vasta rete di spie, informatori, protettori, ricettatori e addirittura uomini delle forze dell'ordine. Utili anche le connivenze con la popolazione più povera, ricompensata con i proventi di furti e rapine. Furono queste elargizioni che contribuirono a creare la sua fama di "Robin Hood" romagnolo.
In realtà i comportamenti del Passatore sono da considerarsi quelli tipici di un criminale che gratuitamente seminava violenza e uccideva con sadismo: è stato, ad esempio, l'unico brigante dell'Ottocento ad aver sezionato alcune vittime. In un caso il Pelloni sparò a sangue freddo a un uomo semplicemente perché uno dei suoi aveva insinuato che si trattasse di una spia.
Un modus operandi caratteristico della banda, inizialmente attiva nei boschi di Brisighella, era la "firma" dei propri delitti: a suggello del misfatto compiuto il Pelloni dichiarava a voce alta il proprio nome e soprannome: «Stuvanèn d'ê Pasadôr» (Stefano (figlio) del passatore), come caratteristico era anche lo scherno verso il potere con cui spesso erano concepite le azioni.
Delle sue gesta, quelle che seminarono il terrore furono le vere e proprie occupazioni militari di interi paesi – Bagnara di Romagna (16 febbraio 1849), Cotignola (17 gennaio 1850), Castel Guelfo (27 gennaio 1850), Brisighella (7 febbraio 1850), Longiano (28 maggio 1850), Consandolo (9 gennaio 1851) e Forlimpopoli (sabato 25 gennaio 1851) - durante le quali metteva a sacco le abitazioni dei più ricchi, che venivano torturati e seviziati (e in alcuni casi assassinati) per farsi rivelare i nascondigli degli scudi e delle gioie.
Tra tutte, rimase tristemente famosa l'occupazione di Forlimpopoli, avvenuta nella notte del 25 gennaio 1851. Durante l'intervallo di una rappresentazione, i briganti penetrarono nel teatro Comunale (oggi teatro Verdi): saliti sul palcoscenico, puntarono le armi contro gli spettatori terrorizzati e, facendo l'appello, rapinarono a uno a uno gli spettatori presenti in sala. Fra le famiglie rapinate vi fu anche quella di Pellegrino Artusi. A raccolto concluso, gli efferati banditi stuprarono alcune donne, e tra queste Gertrude, sorella dell'Artusi, la quale impazzì per lo choc. La vicenda al Teatro di Forlimpopoli divenne talmente popolare da essere cantata per decenni dai cantastorie.
La notizia causò apprensione nelle località della Romagna toscana prossime alla frontiera, perché i briganti sfuggivano all'inseguimento delle truppe pontificie nascondendosi sulle montagne toscane dove il governo granducale, nonostante gli accordi di collaborazione presi con le autorità pontificie, era più tollerante nei confronti di questi soggetti, che classificava come "facinorosi pontifici".
Lo stesso Artusi riconobbe fra gli aggressori don Pietro Valgimigli detto "don Stiffelone", parroco di San Valentino presso Tredozio, loro fiancheggiatore e manutengolo; presenza confermata da altre testimonianze che lo davano "in intelligenza colla banda fino da quando era capeggiata dal Passatore, essendo stato al fatto a Forlimpopoli".
Nella sua biografia è ricordata anche l'incursione che fece nel settembre 1849 a Cascina Mandriole, ove nell'agosto era morta Anita Garibaldi. Il brigante vi fu attirato dalle dicerie locali, secondo le quali Stefano Ravaglia, che aveva ospitato Garibaldi e consorte, e aveva seppellito Anita alla sua morte, fosse in possesso di una somma di denaro, in oro e carta valute, ricevuta dallo stesso generale. La famiglia del Ravaglia fu torturata per estorcere la confessione sul presunto nascondiglio del tesoro. Giuseppe, fratello di Stefano, fu ucciso.
L'attività del Pelloni terminò tragicamente nel marzo 1851. Grazie a una segnalazione, "Stuvanèn d'ê Pasadôr" fu individuato dalla gendarmeria pontificia in un capanno di caccia del podere Molesa, nei pressi di Russi, rimanendo ucciso nello scontro a fuoco che ne seguì. Il suo cadavere fu messo su un carretto ed esibito per tutte le strade della Romagna, a dimostrazione dell'effettiva fine del brigante e per evitare l'insorgere di eventuali future leggende sulla sua morte.
Il cadavere venne poi seppellito presso la Certosa di Bologna in un ossario sconsacrato, nell'ex campo dei condannati a morte che si trovava a fianco del Chiostro degli Evangelici.

## Il mito
Le sue imprese, in una Romagna interessata dalla lotta di classe, ispirarono la musa popolare della rievocazione orale (che enfatizzò la sua generosità, divenuta leggendaria) e quella colta, da Arnaldo Fusinato a Giovanni Pascoli (che, nella poesia Romagna, ne idealizzò la figura evocandolo, con un epiteto, come il Passator Cortese).
Il luogo della Bassa Imolese dove il bandito effettuò una rapina prese il nome La Sterlina in memoria dell'avvenimento.
I veri connotati del Passatore differiscono notevolmente dall'iconografia che lo ha reso famoso. Essa fu diffusa nel secondo dopoguerra a seguito del lancio del marchio dell'Ente Tutela Vini Romagnoli, che lo raffigurava somigliante a un brigante-pastore lucano (i connotati sono praticamente identici a quelli del celebre Carmine Crocco) e armato di arcaico "trombone", mentre, in realtà, egli utilizzava le migliori armi disponibili all'epoca. Stefano Pelloni era molto diverso anche in volto e nel vestire: alto intorno al metro e settanta, una statura media per la metà del XIX secolo in Romagna, aveva i capelli neri, gli occhi castani e la fronte spaziosa. In particolare sul viso, di forma oblunga e di colorito pallido, non cresceva la barba. All'epoca, alla voce segni particolari del Passatore, veniva indicato "sguardo truce": ciò è possibile poiché Stefano Pelloni presentava una bruciatura da polvere da sparo sotto l'occhio sinistro.
Alla figura del Pelloni è intitolata la 100 km del Passatore, una competizione podistica con partenza da Firenze e arrivo a Faenza che si svolge ogni anno dal 1973.

## Opere ispirate al Passatore

### Cinema, teatro e televisione
- Il Passatore, film del 1947 con la regia di Duilio Coletti. Nella parte del protagonista, l'attore Rossano Brazzi;
- Il Passator Cortese, radiocomposizione del 1955 di Massimo Dursi (Otello Vecchietti) con commenti musicali di Adone Zecchi[8].
- Fuori uno... sotto un altro, arriva il Passatore, film del 1973 con la regia di Giuliano Carnimeo;
- Il Passatore, sceneggiato televisivo Rai in tre puntate, andato in onda nel dicembre 1977 sulla Rete 2 con la regia di Piero Nelli. Nella parte del protagonista, l'attore Luigi Diberti;
- La leggenda del Passatore, commedia musicale del 2008 del regista Gabriele De Pasquale.

### Musica
- Nel dopoguerra i romagnoli Raoul e Secondo Casadei scrissero la Canzone del Passatore, di ispirazione popolare, nota per l'incipit "Questa è la triste storia di Stefano Pelloni / in tutta la Romagna chiamato il Passatore";
- Il Quartetto Cetra incise nel 1966 la canzone intitolata Al teatro di Forlimpopoli, che canta i delitti del Passatore;
- Il cantautore romagnolo Max Arduini ha scritto La rivalona, storia di Marianna Marangoni, amante del Passatore e Notte romagnola incluse nell'album Né comune né volgare (2009), e La presa di Forlimpopoli tratta dall'album La scienza di stare in fila del (2019); e nel (2022) incide l'album Max Arduini inCANTA il Passatore, interamente dedicato al brigante romagnolo;
- Il cantautore Massimo Bubola ha scritto la canzone Son Passator Cortese, inclusa nell'album Chupadero (2009), in cui racconta i delitti del celebre bandito;
- La folk band romagnola Jumboreel ha scritto la canzone Stuvanè ("Stefanino"), inclusa nell'album Terramare (2017 ), in cui viene ripercorsa la vita del bandito;
- La band folk rock & rural punk Lennon Kelly, gli ha dedicato la canzone Il passatore;
- La band romagnola I Santini ha registrato il brano Il Passatore.